# Musashi no Bōken
Musashi no Bōken (ムサシの冒険, lit. Les aventures de Musashi) est un RPG, créé par Sigma Ent. Inc., sorti sur la Famicom le 22 décembre 1990 au Japon.

## Système de jeu
Ce jeu est basé sur le légendaire Musashi Miyamoto, célèbre bretteur japonais. Ce jeu est un Dragon Quest-like c'est-à-dire que le gameplay est exactement le même que dans Dragon Quest. Le joueur contrôle uniquement Musashi, cependant une Intelligence Artificielle vous aidera tout au long du jeu au cours des combats.